# Stamptjärnen, Dalarna
Stamptjärnen är en sjö i Vansbro kommun i Dalarna och ingår i Dalälvens huvudavrinningsområde.